# جون هنري نيومان
كان جون هنري نيومان شاعراً ولاهوتيّاً وفيلسوفاً وكاهناً أنجليكانياً تحوّل فيما بعد ليُصبح كاردينال كاثوليكياً. ولد نيومان سنة 1801 وتوفي سنة 1890، وكان شخصيّة مُهمّةً ومُثيرةً للجدل في تاريخ إنجلترا الدينيّ في القرن التاسع عشر.

## روابط خارجية
- جون هنري نيومان على موقع الموسوعة البريطانية (الإنجليزية)
- جون هنري نيومان على موقع ميوزك برينز (الإنجليزية)
- جون هنري نيومان على موقع إن إن دي بي (الإنجليزية)
- جون هنري نيومان على موقع ديسكوغز (الإنجليزية)